# カッスルフォード・タイガーズ
カッスルフォード・タイガーズ（Castleford Tigers）は、イングランド、ウェスト・ヨークシャー、カッスルフォードのラグビーリーグクラブである。北半球における最高位のプロラグビーリーグクラブ競技会であるスーパーリーグに参加している。クラブはこれまでほとんどのシーズンを最上位ディビジョンで戦っており、降格は2度のみである。チャレンジカップでは4度の優勝を果たしている。最後にタイトルを手にしたのは1985-86チャレンジカップである。キャッスルフォードは近隣のフェザーストーン・ローヴァーズおよびウェイクフィールド・トリニティとライバル関係にある。1927年からウェルドン・ロードを本拠地としている。それ以前はロック・レーンにあるSandy Desertが本拠地だった。クラブの現在のホームカラーは黒色と琥珀色（アンバー）である。

## タイトル・表彰

### リーグ
- ディビジョン1/スーパーリーグ
  - 準優勝 (1): 2017
  - リーグ・リーダーズ:
  - 優勝 (1): 2017
- ディビジョン2/RFLチャンピオンシップ:
  - 優勝 (2): 2005, 2007
- RFLヨークシャーリーグ:
  - 優勝 (3): 1932–33, 1938–39, 1964–65

### カップ
- チャレンジカップ:
  - 優勝 (4): 1934–35, 1968–69, 1969–70, 1985–86
  - 準優勝 (2): 1992, 2014
- レディーズ・チャレンジカップ:
  - 準優勝 (1): 2018
- RFLヨークシャーカップ:
  - 優勝 (5): 1977–78, 1981–82, 1986–87, 1990–91, 1991–92
- リーグカップ:
  - 優勝 (2): 1976–77, 1993–94
- BBC2 Floodlitトロフィー:
  - 優勝 (4): 1965–66, 1966–67, 1967–68, 1976–77